# The Wandering Horde
The Wandering Horde è un cortometraggio muto del 1916 diretto da Eugene Mullin.

## Produzione
Il film fu prodotto dalla Vitagraph Company of America.

## Distribuzione
Distribuito dalla General Film Company, il film - un cortometraggio in tre bobine - uscì nelle sale cinematografiche statunitensi il 19 agosto 1916.